# Liên minh Iberia
Liên minh Iberia là một thuật ngữ hiện đại dùng để chỉ sự thống nhất lịch sử và chính trị cai trị toàn bộ bán đảo Iberia phía nam Pirenia từ năm 1580 đến 1640. Liên minh này bao gồm vương quốc Bồ Đào Nha và Tây Ban Nha và các thuộc địa của họ, sau cuộc khủng hoảng triều đại Bồ Đào Nha.
Liên minh Iberia là một trong những tham vọng của một đế quốc thời trung cổ trên Bán đảo Iberia. Sancho III của Pamplona và Alfonso VII của León và Castilla mất danh hiệu Imperator Totius Hispaniae có nghĩa là "Hoàng đế toàn Tây Ban Nha".

## Bối cảnh
Kể từ thế kỷ X, các vị vua Castila định kỳ giành quyền bá chủ trên toàn Bán đảo Iberia, bao gồm cả Bồ Đào Nha, lấy danh hiệu "Hoàng đế toàn Hispania". Điều kiện tiên quyết để thực hiện liên minh thực sự là các liên minh triều đại chặt chẽ giữa Bồ Đào Nha và các vương quốc khác của Liên minh Iberia (Vương quốc Castila và Aragón). Ngay trong năm 1383, sau cái chết của Vua Fernando I và sự đàn áp của vương triều Burgundy, Juan I của Castilla đã cố gắng bảo vệ quyền của vợ mình Beatrice để chiếm lấy Bồ Đào Nha, nhưng đã bị đánh bại. Cơ hội thực sự của một liên minh triều đại của toàn bộ bán đảo đã được trình bày vào năm 1498, khi khi đứa trẻ sơ sinh Miguel da Paz ông trở thành người thừa kế cùng lúc với ông nội và bà ngoại của mình, các vị vua Công giáo Fernando II của Aragon và Isabel I của Castila và cha của ông là Manuel I của Bồ Đào Nha. Năm 1500, cậu bé Miguel qua đời, dì Juana I của Castilla trở thành người thừa kế của Castila và Aragon, và sau đó sự kết hợp của ba vương thất đã không xảy ra.

## Thành lập

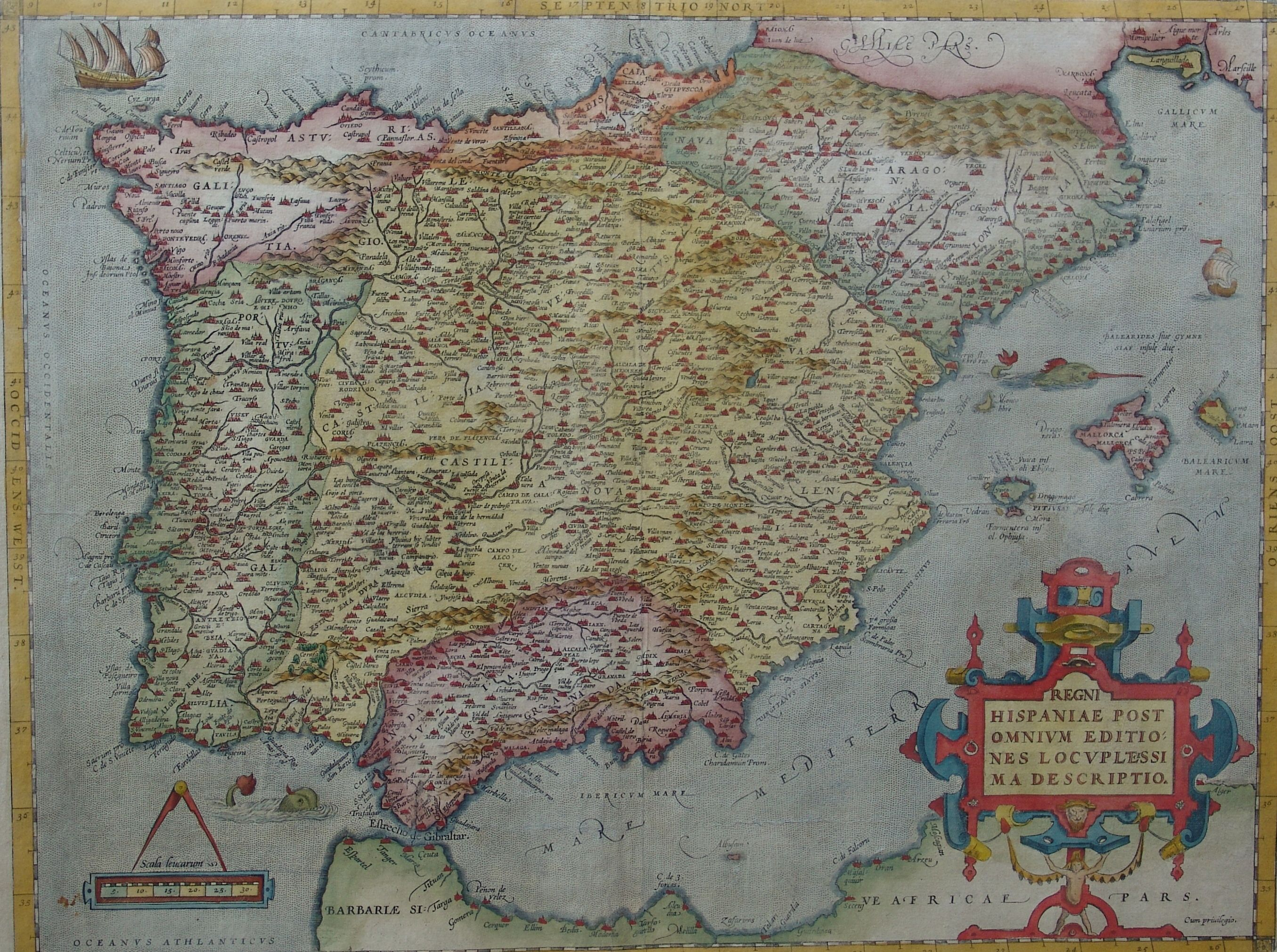
Bản đồ chính trị của Bán đảo Iberia năm 1570

Trận Alcacer Quibir trong năm 1578 chứng kiến cái chết của vị vua trẻ Sebastian của Bồ Đào Nha. Cháu trai và người kế vị của Sebastian, Hồng y Henry, lúc đó 66 tuổi. Cái chết của Henry kéo theo một cuộc khủng hoảng liên tiếp, với ba đứa cháu của Manuel I lên ngôi: Infanta Catarina, Nữ công tước xứ Braganza (kết hôn với João, Công tước Braganza thứ VI), António, Trước Crato và Vua Felipe II của Tây Ban Nha. António đã được ca ngợi Vua của Bồ Đào Nha do nhân dân của Santarém vào ngày 24 tháng 7 năm 1580, và sau đó tại nhiều thành phố và thị trấn trong cả nước. Một số thành viên của Hội đồng Thống đốc Bồ Đào Nha đã ủng hộ Felipe trốn sang Tây Ban Nha và tuyên bố ông là người kế thừa hợp pháp của Henry. Philip hành quân vào Bồ Đào Nha và đánh bại quân đội trung thành với Ưu tiên của Crato trong Trận Alcântara. Quân đội chiếm đóng vùng nông thôn (Tercios) do Công tước thứ ba của Alba chỉ huy đã tới Lisbon. Công tước xứ Alba áp đặt lên các tỉnh Bồ Đào Nha sự khuất phục Philip trước khi vào Lisbon, nơi ông chiếm giữ một kho báu khổng lồ; Trong khi đó, anh cho phép binh lính của mình cướp phá vùng lân cận thủ đô. Felipe được Cortes Tomar công nhận là vua năm 1581, bắt đầu triều đại của Nhà Habsburg trên Bồ Đào Nha. Khi Felipe rời đi vào năm 1583 tới Madrid, ông đã đưa cháu trai Albert của Áo trở thành cha đẻ của mình ở Lisbon. Ở Madrid, ông thành lập Hội đồng Bồ Đào Nha để tư vấn cho ông về các vấn đề Bồ Đào Nha.
António đã khai thác cơ hội mà chiến tranh giữa Elizabeth và Felipe đưa ra để thuyết phục người Anh chống lại một cuộc tấn công đổ bộ vào Bồ Đào Nha vào tháng 4 năm 1589. Dẫn đầu bởi Francis Drake và John Norris, đoàn thám hiểm 120 tàu và 19.000 người thất bại do kế hoạch kém. Với chi phí hơn 100.000 bảng Anh, hạm đội Anh đã mất khoảng 40 tàu và mất ít nhất 15.000 người. Ngược lại, người Tây Ban Nha chỉ mất khoảng 900 người.
Địa vị của Bồ Đào Nha được duy trì dưới hai vị vua đầu tiên dưới Liên minh, Felipe II và Felipe III. Cả hai quốc vương đã trao vị trí tuyệt vời cho các quý tộc Bồ Đào Nha tại các tòa án Tây Ban Nha và Bồ Đào Nha duy trì một luật pháp, tiền tệ và chính phủ độc lập. Nó thậm chí còn được đề xuất để chuyển thủ đô hoàng gia đến Lisbon.

## Khủng hoảng và chấm dứt liên minh
Vào thế kỷ 17, giới tinh hoa Bồ Đào Nha bắt đầu nhận ra rằng liên minh mang lại nhiều thiệt hại cho đất nước của họ hơn là lợi ích. Điều này không chỉ liên quan và không nhiều với sự suy giảm thái độ của quốc vương cầm quyền đối với Bồ Đào Nha, mà với việc các thuộc địa Bồ Đào Nha trở thành mục tiêu chính của nhiều kẻ thù của Tây Ban Nha, và người Tây Ban Nha không tỏ ra sốt sắng trong việc phòng thủ. Khoảng cách kinh tế với Anh đặc biệt gay gắt, điều này đã duy trì mối quan hệ chặt chẽ với Bồ Đào Nha kể từ thời Hiệp ước Windsor.
Nổi loạn chống lại Felipe II, Hà Lan chiếm giữ Ceylon của Bồ Đào Nha, khu vực phía bắc của Brasil và Luanda ở Angola. Sau đó, Pháp đổ bộ vào Brasil. Hàng loạt tổn thất của các thuộc địa đã tràn ngập sự kiên nhẫn của giới quý tộc Bồ Đào Nha. Một phong trào đã bắt đầu khôi phục độc lập. Cháu trai của Nữ công tước xứ Bragança được tuyên bố là vua dưới tên Juan IV, và người Tây Ban Nha đã thua Chiến tranh phục hồi Bồ Đào Nha trong vòng 28 năm (1640–1668). Liên minh đã bị giải thể và triều đại Bragança lên ngôi vua Bồ Đào Nha.

### Trích dẫn
1. ↑  History of Portugal by António Henrique R. de Oliveira Marques - 1972, Halaman 322.
A Concise History of Brazil - Halaman 40, by Boris Fausto - History.
2. ↑  DEBATE SOBRE LA IDENTIDAD DE ESPAÑA. El Mundo
3. ↑  Geoffrey Parker The army of Flanders and the Spanish road, London, 1972 ISBN 0-521-08462-8, p. 35
4. ↑  Henry Kamen, The duke of Alba (New Haven–London: Yale University Press, 2004), Pp. x + 204.
5. ↑  "The Tudor Invasion of Spain: How Elizabeth I's English Armada ended in humiliation".